# IC 1885
IC 1885 — галактика типу Sc (компактна спіральна галактика) у сузір'ї Піч.
Цей об'єкт міститься в оригінальній редакції індексного каталогу.